# Василе Джерджелі
Василе Джерджелі (рум. Vasile Gergely), уроджений Ласло Гергелі (угор. László Gergely, нар. 28 жовтня 1941, Надьбанья) — румунський футболіст угорського походження, що грав на позиції півзахисника.
Виступав, зокрема, за «Динамо» (Бухарест), з яким став триразовим чемпіоном та дворазовим володарем Кубка Румунії, а також національну збірну Румунії, у складі якої брав участь у чемпіонаті світу 1970 року.

## Клубна кар'єра
Народився в угорському місті Надьбанья, яке після завершення Другої світової війни повернулось до складу Румунії і стало називатись Бая-Маре. Там Василе і почав грати у футбол за команду «Бая-Маре», що виступала у другому дивізіоні країни.
Влітку 1962 року в Румунії був проведений експеримент, до вищого дивізіону країни на сезон 1962/63 напряму заявили команду «Вііторул» (Бухарест), заявку якої склали гравці юнацької збірної Румунії, що виграли юнацький чемпіонат Європи 1962 року. До цієї команди потрапив і Джерджелі. 19 серпня 1962 року він дебютував у вищій румунській лізі в матчі проти «Мінерула» (Лупені) і до кінця року зіграв у дев'яти іграх та забив два голи. 
Взимку експеримент визнали невдалим і команду розформували, а Василе перейшов у «Динамо» (Бухарест), з яким того ж року виграв чемпіонство, а наступного здобув «золотий дубль», хоча основним гравцем у тих сезонах не був, зігравши лише 1 і 3 матчі чемпіонату відповідно. У сезоні 1964/65 Джерджелі вже як основний гравець виграв чергове чемпіонство Румунії, а у сезоні 1967/68 став володарем Кубка Румунії.
Після чемпіонату світу 1970 року Гергелі переїхав до ФРН, де приєднався до західноберлінської «Герти». Дебютував у Бундеслізі 15 серпня 1970 року в матчі проти «Кайзерслаутерна» (5:3). У 1971 році він опинився серед гравців, причетних до скандалу з договірними матчами Бундесліги. У січні 1972 року його довічно відсторонили від футболу в німецьких лігах і додатково оштрафували на 15 000 німецьких марок за отримання хабара в 15 000 німецьких марок у матчі проти «Армінії» (Білефельд).
В результаті Джерджелі емігрував до Південної Африки, де став поліцейським, а також рік грав у футбол за місцеву команду «Дурбан Сіті». 
26 січня 1973 року з Джерджелі було знята дискваліфікація, втім на професійному рівні він більше не грав. Повернувшись до ФРН, він тривалий працював у структурі «Вілмерсдорфа», а також працював головним тренером нижчолігової команди «Германія» (Берлін).

## Виступи за збірну
30 вересня 1962 року дебютував в офіційних іграх у складі національної збірної Румунії в товариському матчі проти Марокко (4:0), а 17 листопада 1966 року в товариському матчі проти Польщі (4:0) забив свій перший гол у команді.
У складі збірної був учасником чемпіонату світу 1970 року у Мексиці, на якому зіграв в одному матчі — Чехословаччини (2:1), але команда не подолала груповий етап.
Загалом протягом кар'єри у національній команді, яка тривала 9 років, провів у її формі 36 матчів, забивши 2 голи.

## Титули і досягнення
- Чемпіон Румунії (3):

«Динамо» (Бухарест): 1962–63, 1963–64, 1964–65
- Володар Кубка Румунії (2):

«Динамо» (Бухарест): 1963–64, 1967–68
- Чемпіон Європи (U-18): 1962